# Helle Zylinderwindelschnecke
Die Helle Zylinderwindelschnecke (Truncatellina claustralis), auch Kleine Zylinderwindelschnecke oder Schlanke Zylinderwindelschnecke genannt, ist eine Schneckenart der Familie der Windelschnecken (Vertiginidae) aus der Unterordnung der Landlungenschnecken (Stylommatophora).

## Merkmale
Das Gehäuse der Hellen Zylinderwindelschnecke ist 1,5 bis 1,8 mm hoch und 0,75 mm breit. Es weist sechs stark gewölbte Windungen auf, die durch eine tiefe Naht voneinander abgesetzt sind. Die letzte Windung ist an der Außenseite etwas abgeflacht, dadurch erscheint die Windung leicht geschultert. Das Gehäuse ist hellhorngelb. Die Oberfläche ist seidig glänzend und mit feinen Anwachsstreifen bedeckt. Die Mündung ist gespitzt-eiförmig. Der Mundsaum ist erweitert und lippig verstärkt, besonders am Spindel- und Basalrand stark umgebogen. In die Mündung ragen drei „Zähne“ (parietal, columellar, palatal) hinein. In der Frontalansicht sind aber nur die ersteren zwei sichtbar. Der palatale Zahn sitzt tiefer in der Mündung. Er ist durch das transparente Gehäuse von hinten als abgesetzte, weiße Struktur sichtbar.

### Ähnliche Arten
Das Gehäuse der Hellen Zylinderwindelschnecke ähnelt dem Gehäuse der Südlichen Zylinderwindelschnecke (Truncatellina callicratis), ist jedoch kleiner und schlanker.

## Geographische Verbreitung und Lebensraum
Das Verbreitungsgebiet der Art ist stark fragmentiert und erstreckt sich von Ostspanien, Frankreich, über die Schweiz, Norditalien, Österreich, Tschechien, Slowakei, Südpolen, Ungarn, Kroatien, Montenegro, Albanien, Bulgarien bis in die Ukraine, den Kaukasus und Kleinasien. In den Alpen, Spanien und Bulgarien steigt sie bis auf 1000 m über Meereshöhe. Die Art kam im Pleistozän auch in Norddeutschland vor.
Die Art bevorzugt trockene Hänge auf Kalkfelsen zwischen Geröll, typischerweise in Artemisia- und Helianthemum-Fluren. In den Alpen kommt sie auch auf nach Süden exponierten Wiesen auf Kalkgeröll vor.

## Taxonomie
Das Taxon wurde von Vinzenz Maria Gredler 1856 als Pupa claustralis erstmals beschrieben. Sie wird heute allgemein anerkannt zur Gattung Truncatellina gestellt. Synonyme sind Pupa claustralis var. anodus Gredler, 1856, Pupa clavella Reinhardt, 1877, Pupa (Isthmia) claustralis Gredl. var. corcyrensis O. Boettger, 1883 und Pupa (Isthmia) salurnensis Reinhardt, 1877.

## Gefährdung
In Deutschland ist die Art verschollen bzw. ausgestorben, der letzte Nachweis stammt von 1911. In Österreich und der Schweiz gilt die Art als gefährdet (Welter-Schultes).

## Belege